# Cantonnement (armée)
Pour l’article homonyme, voir Cantonnement.
Dans le domaine militaire, on appelle « cantonnement » l'état et le lieu de séjour d'une troupe en campagne hors des zones de combat. Le cantonnement servant au repos temporaire des troupes pendant la saison froide est appelé quartiers d'hiver.

## Historique
L'armée en campagne loge soit dans des bivouacs de tentes, soit dans des cantonnements plus ou moins durables qui peuvent comprendre les villes, villages et forteresses du secteur, ou des baraquements construits spécialement ; le cantonnement est jugé préférable au bivouac, car il est plus confortable, plus sain et laisse moins deviner à l'ennemi la disposition des troupes. Il peut prendre la forme d'un camp militaire construit avec plus de soin : l'art de construire et de défendre des camps est connu depuis l'Antiquité sous le nom de castramétation. Jusqu'à la fin du XVIIIe siècle, les armées européennes prennent habituellement leurs quartiers d'hiver et conviennent d'une trêve pendant la mauvaise saison. Les quartiers d'hiver couvrent une étendue plus grande que les cantonnements ordinaires en campagne ; ils supposent une période de tranquillité et des communications sûres ; ils doivent être couverts si possible par des forteresses et un cours d'eau, et bien pourvus en nourriture et autres moyens de subsistance. Les opérations ont souvent pour but d'occuper une position commode pour les quartiers d'hiver. Pendant les guerres de la Révolution et de l'Empire, la trêve hivernale n'est que rarement observée ; il y en a cependant une entre Français et Russes après la bataille d'Eylau (8 février 1807), par un temps particulièrement glacial. Les troupes doivent être cantonnées par divisions et corps d'armée en suivant l'ordre de bataille, chaque unité ayant un point de rassemblement précis qui lui permet d'opérer en cas d'alerte. Le quartier général est placé dans la seconde ligne de cantonnements et à proximité des voies de communication.
Durant la Première Guerre mondiale, les cantonnements sont organisés en structures appelées « groupement d'étapes », c'est-à-dire un élément de l'armée organisant le stationnement de troupes et de chevaux en arrière du front, pendant un temps plus ou moins long, sur les communes dépendant du groupement. Les soldats sont logés chez l'habitant, dans des bâtiments réquisitionnés ou des campements de tentes. Le lieu de cantonnement comporte des terrains d'entraînement, hôpitaux, une intendance ainsi que des dépôts de munitions et de matériel.
Le cantonnement des chevaux pose des problèmes particuliers. Pendant la Première Guerre mondiale, lors des grandes concentrations de troupes, l'espace dans les écuries est saturé et il faut improviser un bivouac dans des enclos ou des bâtiments réquisitionnés ; les blessures par coup de pied ou prise de longe sont fréquentes. À partir de 1916, l'armée promeut l'usage d'écuries démontables. La paille pour la litière fait souvent défaut car elle est aussi demandée pour le cantonnement des hommes ; on estime qu'il en faut 2 kg par animal et par jour, et 4 kg pour les animaux en soins vétérinaires. Le fumier, le plus souvent, est cédé gratuitement aux agriculteurs du secteur, ce qui compense la pénurie d'engrais chimiques. Si le cheval est atteint d'une maladie contagieuse, son fumier est désinfecté et détruit.

Images de cantonnement
Quartiers d'hiver de George Washington à Valley Forge pendant la guerre d'indépendance des États-Unis, gravure  de William Henry Powell, v. 1931-1932.
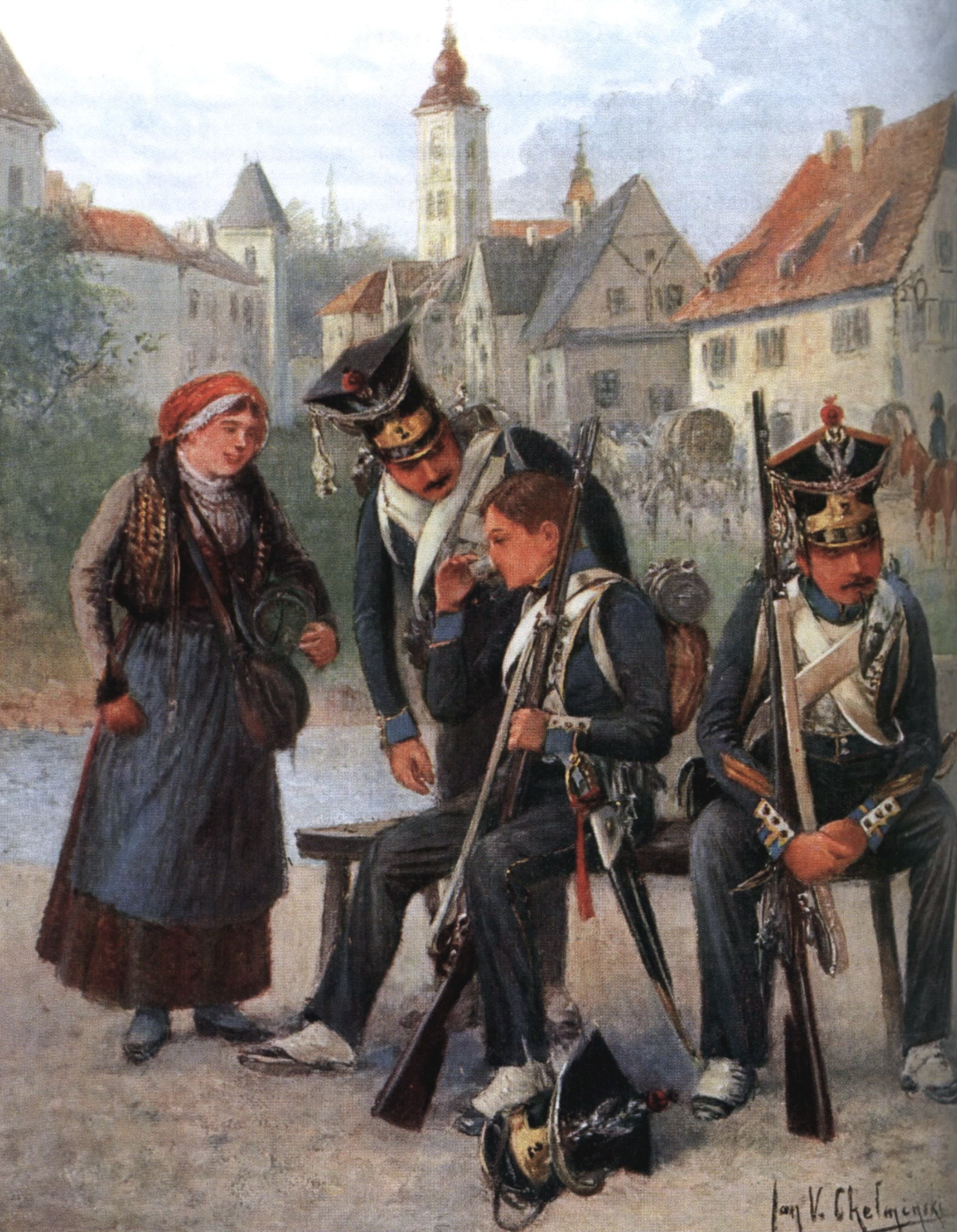
Cantonnement en ville de l'armée polonaise pendant les guerres napoléoniennes, toile de Jan Chełmiński (1851-1925).
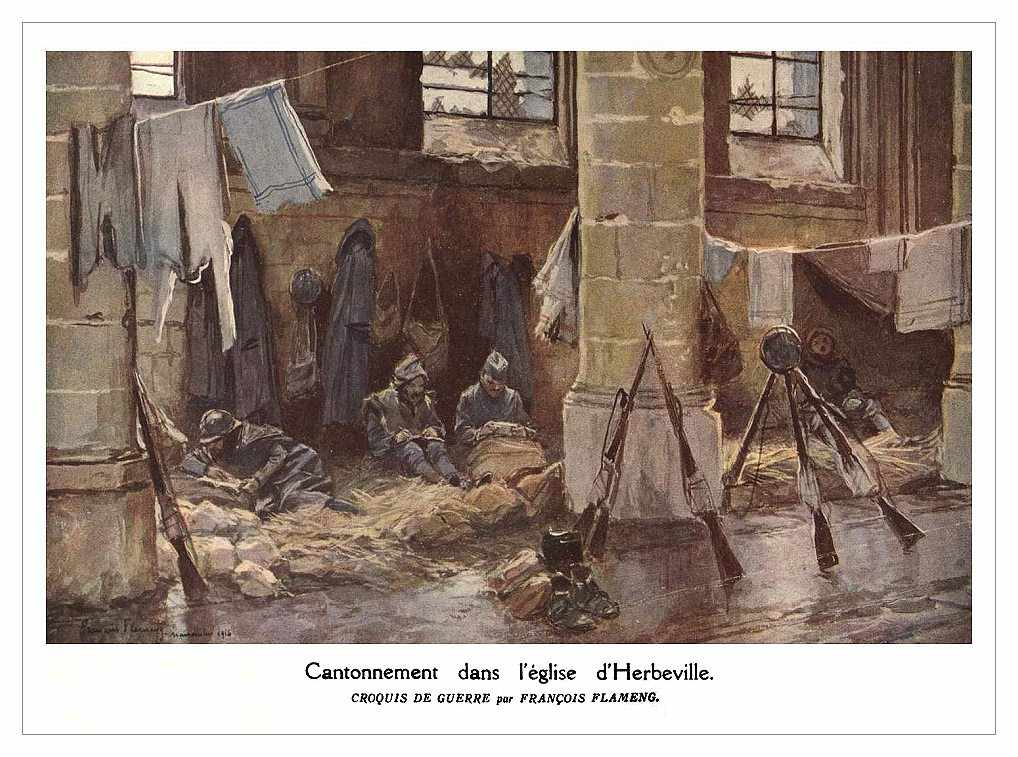
Cantonnement dans l'église d'Herbeville pendant la Première Guerre mondiale, dessin de François Flameng, 1917.